# Esteban Da Silva
Esteban Santiago Da Silva Álvarez, noto semplicemente come Esteban Da Silva (Montevideo, 10 marzo 2001), è un calciatore uruguaiano, centrocampista del Racing Montevideo.

## Carriera
Cresciuto nel settore giovanile del Cerrito, debutta in prima squadra il 17 agosto 2020 in occasione dell'incontro di Segunda División Profesional de Uruguay pareggiato 0-0 contro i Rampla Juniors.
Promosso al termine della stagione, il 17 maggio 2021 debutta in Primera División nel match vinto 3-1 contro il River Plate (M).

## Statistiche

### Presenze e reti nei club
Statistiche aggiornate al 25 ottobre 2021.
| Stagione        | Squadra         | Campionato      | Campionato | Campionato | Coppe nazionali | Coppe nazionali | Coppe nazionali | Coppe continentali | Coppe continentali | Coppe continentali | Altre coppe | Altre coppe | Altre coppe | Totale | Totale |
| Stagione        | Squadra         | Comp            | Pres       | Reti       | Comp            | Pres            | Reti            | Comp               | Pres               | Reti               | Comp        | Pres        | Reti        | Pres   | Reti   |
| --------------- | --------------- | --------------- | ---------- | ---------- | --------------- | --------------- | --------------- | ------------------ | ------------------ | ------------------ | ----------- | ----------- | ----------- | ------ | ------ |
| 2020            | Cerrito         | SD              | 20         | 6          |                 | -               | -               |                    | -                  | -                  |             | -           | -           | 20     | 6      |
| 2021            | Cerrito         | PD              | 8          | 0          |                 | -               | -               |                    | -                  | -                  |             | -           | -           | 8      | 0      |
| Totale carriera | Totale carriera | Totale carriera | 28         | 6          |                 | -               | -               |                    | -                  | -                  |             | -           | -           | 28     | 6      |

## Palmarès

### Club

#### Competizioni nazionali
- Segunda División Profesional de Uruguay: 1

Cerrito: 2020